# Tricotilomania
Tricotilomania (trico = cabelo; tilo = puxar) é um transtorno psicológico mais conhecido por seus sintomas do que pelo seu nome. Pessoas que sofrem desse distúrbio de controle de impulsos arrancam os fios de cabelo para controlar a ansiedade e o nervosismo. Algumas enrolam os fios no dedo para depois puxar. Nos casos mais graves acabam ficando calvas ou com grandes falhas no couro cabeludo. Em uma pesquisa, cerca de 4% dos entrevistados relataram já ter arrancado cabelos em um momento de ansiedade.

## Sinais e Sintomas

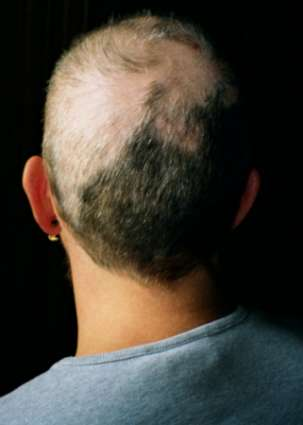
Ao longo da vida cerca de 0,6% da população arranca os cabelos excessivamente e cerca de 4% arrancam eventualmente.

Algumas pessoas também comem o cabelo arrancado, o que é chamado de tricotilofagia. Esse hábito pode causar:
- Perda de apetite;
- Vômito;
- Náusea;
- Obstrução gastrointestinal;
- Sangramento interno;
- Dores abdominais e;
- Acúmulo de cabelos no estômago.

Frequentemente exige cirurgia para a remoção do novelo de cabelos que se acumula no estômago e até nos intestinos.
Essas pessoas sabem perfeitamente que esse comportamento não é saudável mas não conseguem resistir ao impulso. Esse comportamento costuma começar ainda na infância ou adolescência e durar por toda a vida, levando-as a uma calvície precoce.
Quando a perda de cabelo fica visível e difícil de esconder, os indivíduos podem se isolar socialmente para não mostrar aos outros, agravando sua baixa autoestima, depressão e ansiedade. Mesmo que não se isolem, críticas ao cabelo também tem efeito similar de agravar os fatores que desencadeiam o transtorno e assim aumentarem a frequência de arrancar cabelos ao invés de diminuir.

## Causas
As três causas mais comuns são:
- Depressão nervosa
- Transtorno obsessivo-compulsivo
- Transtorno de ansiedade generalizada

Outros transtornos de ansiedade também podem ser fatores desencadeantes da doença, assim como distimia, uma forma mais leve de depressão. Está associada a baixa autoestima, impulsividade e insegurança. Existe uma tendência genética a esse transtorno, relacionada a serotonina, que causa vulnerabilidade a transtornos de humor e ansiosos.

## Tratamento
O principal tratamento para a tricotilomania é um tipo de terapia comportamental chamado de treinamento de reversão de hábitos. Com esta abordagem, uma pessoa com tricotilomania primeiro aprende a identificar quando e porque ela tem o desejo de puxar os cabelos. Esta técnica também ensina formas mais saudáveis de relaxamento e outros comportamentos mais adequados para reduzir o estresse no momento de grande tensão. Esta nova atividade, chamada de resposta competitiva, pode ser tão simples como fazer um punho com a mão ou massagear as têmporas, não só para responder ao estresse como também para ocupar as mãos usadas para puxar o cabelo.
A Terapia cognitivo comportamental além de ensinar comportamentos mais saudáveis para relaxamento também aborda qualquer pensamento distorcido que pode ser adicionando ao estresse que desencadeia o comportamento.
Remédios para a ansiedade (ansiolíticos e antidepressivos) podem ser utilizados como parte do tratamento. Inibidores seletivos da recaptação da serotonina podem ser úteis para ajudar a reduzir a impulsividade, a ansiedade, a depressão, a compulsão e melhorar o humor. Uma vez recuperada dos traumas, há chances de os fios de cabelo voltarem a crescer. Contudo, o processo demora, em média, de dois a seis anos quando os cabelos foram arrancados pela raiz.
Recomenda-se o uso de chapéu, lenço ou boné para cobrir a área danificada ou raspar o cabelo para evitar desconforto social. O isolamento social pode agravar a depressão e ansiedade.